# 1930년 전국동계체육대회
1930년 전국동계체육대회는 1930년 1월 25일에 일제강점기 조선 경성부에서 개최된 전국동계체육대회이다. 1930년에 개최된 제6회 전조선빙상경기선수권대회를 1930년 전국동계체육대회로 인정하고 있다. 제6회 전조선빙상경기선수권대회가 1930년 1월 25일에 인도교 부근 얼어붙은 한강에서 개최되면서 1930년 전국동계체육대회가 개최되었다.

## 스피드스케이팅
1930년 전국동계체육대회는 스피드스케이팅 종목만 개최되었다. 1930년 1월 23일까지 대회 참가신청 접수가 진행되었고, 한강 인도교 부근에서 경기가 진행되었다. 이번 대회부터 처음으로 여자 종목이 신설되었다. 남자 종목은 500m, 1500m, 5000m, 10000m, 500m 배진, 20000m 계주 등 6개 세부종목으로 진행되었고 여자 종목은 500m, 1500m 등 2개 세부종목으로 진행되었다.

### 남자 500m
남자 500m 종목에서 예선 경기는 2명씩 11조로 나뉘어 진행되었고, 전체 선수 중 기록 상위 4위까지 결선에 진출했다.
| 순위 | 선수   | 소속 | 기록 | 비고        |
| ---- | ------ | ---- | ---- | ----------- |
| 1    | 박응근 | 의전 | 53.2 | 대회 신기록 |
| 2    | 고봉오 | 강계 | 54.1 |             |
| 3    | 최희원 | 백구 | 54.4 |             |
| 4    | 최재은 | 백구 | 54.7 |             |

### 남자 1500m
남자 1500m 종목에서 예선 경기는 2~3명씩 10조로 나뉘어 진행되었고, 전체 선수 중 기록 상위 4위까지 결선에 진출했다.
| 순위 | 선수   | 소속               | 기록   | 비고        |
| ---- | ------ | ------------------ | ------ | ----------- |
| 1    | 함명순 | 평양               | 2:55.6 | 대회 신기록 |
| 2    | 최희원 | 백구               | 2:55.6 |             |
| 3    | 고봉오 | 강계               | 3:02.6 |             |
| 4    | 공명재 | 신의주고등보통학교 | 3:09.2 |             |

### 남자 5000m
남자 5000m 종목에서 예선 경기는 3~4명씩 3조로 나뉘어 진행되었고, 전체 선수 중 기록 상위 5위까지 결선에 진출했다.
| 순위 | 선수   | 소속               | 기록    | 비고        |
| ---- | ------ | ------------------ | ------- | ----------- |
| 1    | 최재은 | 백구               | 10:30.0 | 대회 신기록 |
| 2    | 함명순 | 평양               | 10:30.7 |             |
| 3    | 최용근 | 신의주고등보통학교 | 10:37.0 |             |
| 불명 | 문병기 | 휘문               | 불명    |             |
| 불명 | 이혜택 | 기청               | 불명    |             |

### 남자 10000m
남자 10000m 종목은 결선 경기만 진행되었다.
| 순위 | 선수   | 소속 | 기록    | 비고        |
| ---- | ------ | ---- | ------- | ----------- |
| 1    | 최재은 | 백구 | 22:04.8 | 대회 신기록 |
| 2    | 함명순 | 평양 | 22:05.7 |             |
| 3    | 이성덕 | 의주 | 22:21.0 |             |

### 남자 500m 배진
남자 500m 배진 종목은 결선 경기만 진행되었다.
| 순위 | 선수   | 소속 | 기록 | 비고 |
| ---- | ------ | ---- | ---- | ---- |
| 1    | 정진원 | 경전 | 불명 |      |
| 2    | 조원항 | 경성 | 불명 |      |
| -    | 조점용 | 백구 | -    | 실격 |

### 남자 2000m 계주
남자 2000m 계주 종목은 결선 경기만 진행되었다.
| 순위 | 선수                           | 소속 | 기록   | 비고 |
| ---- | ------------------------------ | ---- | ------ | ---- |
| 1    | 이삼지, 문병기, 고봉오, 박응근 | 평양 | 3:34.4 |      |
| 2    | 김용구, 조점용, 최재은, 최희원 | 백구 | 3:38.0 |      |

### 여자 500m
여자 500m 경기는 결선 경기만 진행되었다.
| 순위 | 선수   | 소속 | 기록   | 비고        |
| ---- | ------ | ---- | ------ | ----------- |
| 1    | 이혜석 | 경성 | 1:32.0 | 대회 신기록 |

### 여자 1500m
여자 1500m 경기는 결선 경기만 진행되었다.
| 순위 | 선수   | 소속 | 기록   | 비고        |
| ---- | ------ | ---- | ------ | ----------- |
| 1    | 이혜석 | 경성 | 4:38.0 | 대회 신기록 |

## 신기록
| 세부 종목       | 기록    | 선수                          | 소속 | 장소           | 종전 기록        | 각주  |
| 남자 500m       | 53.2    | 박응근                        | 의전 | 한강 인도교 밑 | 박응근 – 55.0    | [ 4 ] |
| 남자 1500m      | 2:55.2  | 함명순                        | 평양 | 한강 인도교 밑 | 최재은 – 3:15.0  | [ 4 ] |
| 남자 5000m      | 10:30.0 | 최재은                        | 백구 | 한강 인도교 밑 | 최재은 – 11:21.0 | [ 4 ] |
| 남자 10000m     | 22:04.8 | 최재은                        | 백구 | 한강 인도교 밑 | 최재은 – 26:26.0 | [ 4 ] |
| 남자 2000m 계주 | 3:34.4  | 이삼지, 문병기 고봉오, 박응근 | 평양 | 한강 인도교 밑 | 백구 – 3:59.0    | [ 4 ] |
| 여자 500m       | 1:32.0  | 이혜석                        | 경성 | 한강 인도교 밑 | 최초기록         | [ 4 ] |
| 여자 1500m      | 4:38.0  | 이혜석                        | 경성 | 한강 인도교 밑 | 최초기록         | [ 4 ] |

## 참고 문헌
- 대한체육회 (1990). 《대한체육회 70년사》.
- 대한체육회 (2011). 《대한체육회 90년사》.
- “제11회 전국동계체육대회 스피드스케이팅 경기 결과”. 대한체육회.[깨진 링크(과거 내용 찾기)]